# Verdun-sur-le-Doubs
Verdun-sur-le-Doubs – miejscowość i gmina we Francji, w regionie Burgundia-Franche-Comté, w departamencie Saona i Loara.
Według danych na rok 1990 gminę zamieszkiwało 1065 osób, a gęstość zaludnienia wynosiła 146 osób/km² (wśród 2044 gmin Burgundii Verdun-sur-le-Doubs plasuje się na 217. miejscu pod względem liczby ludności, natomiast pod względem powierzchni na miejscu 1093.).

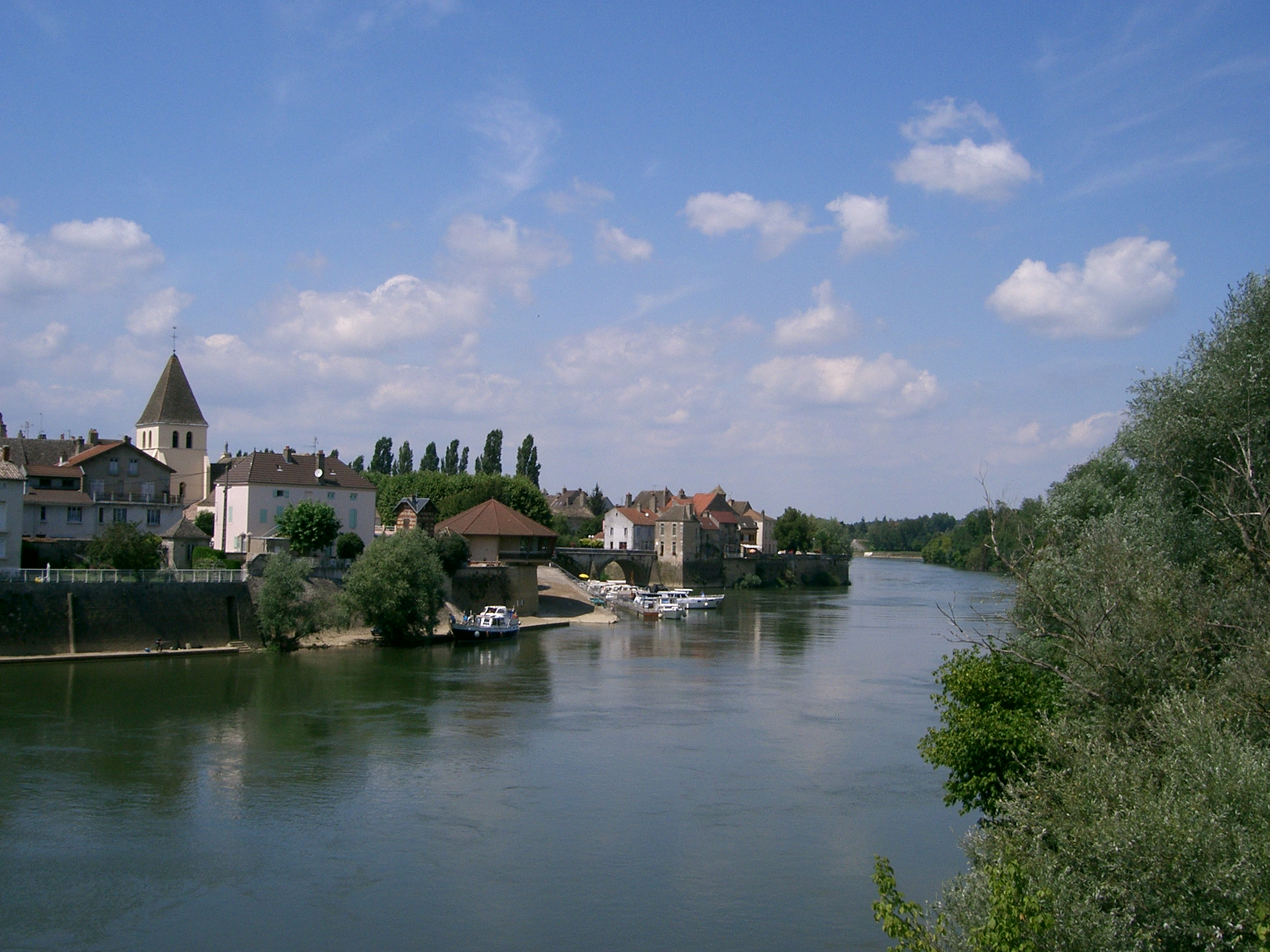
Verdun-sur-le-Doubs
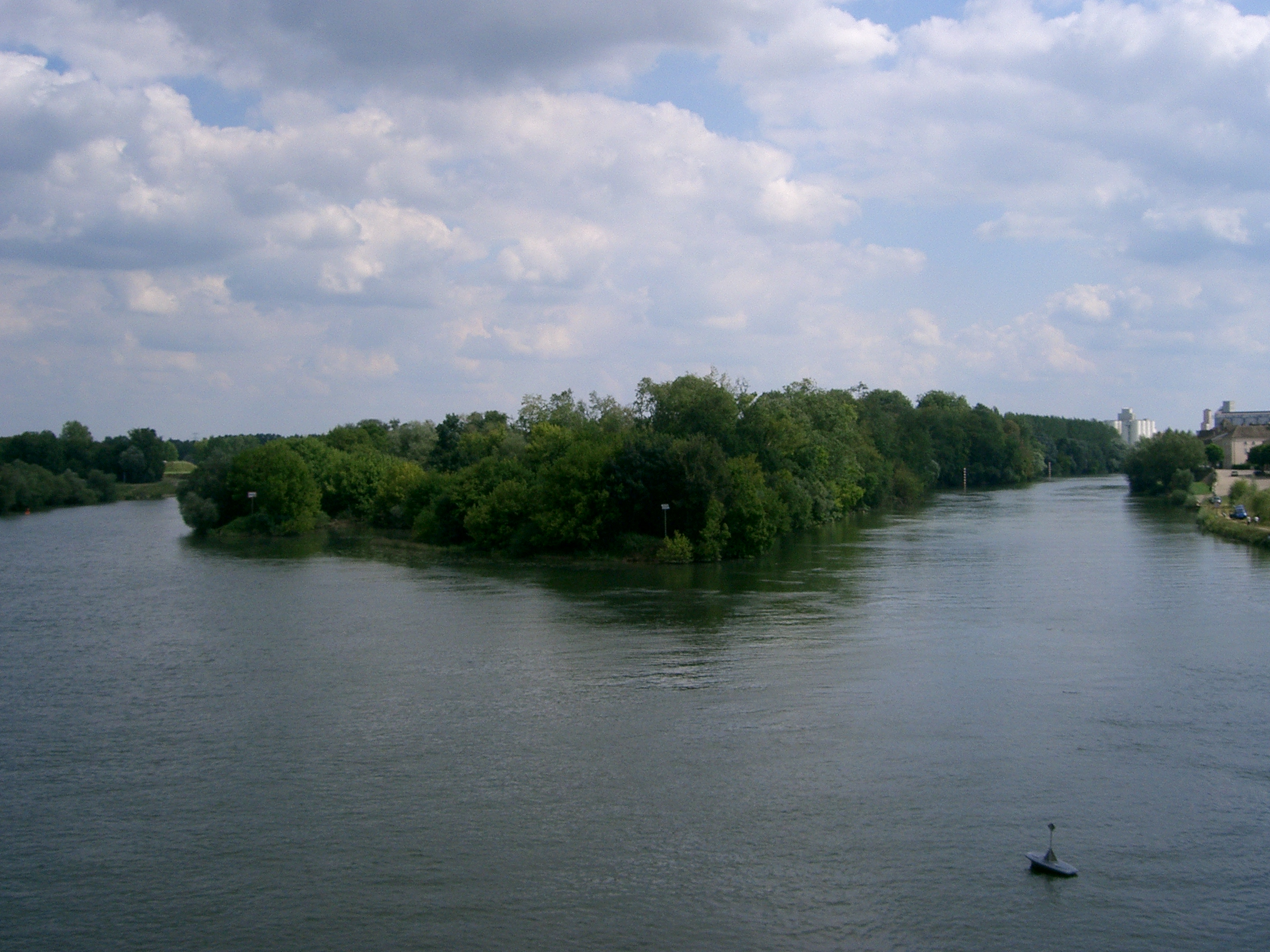
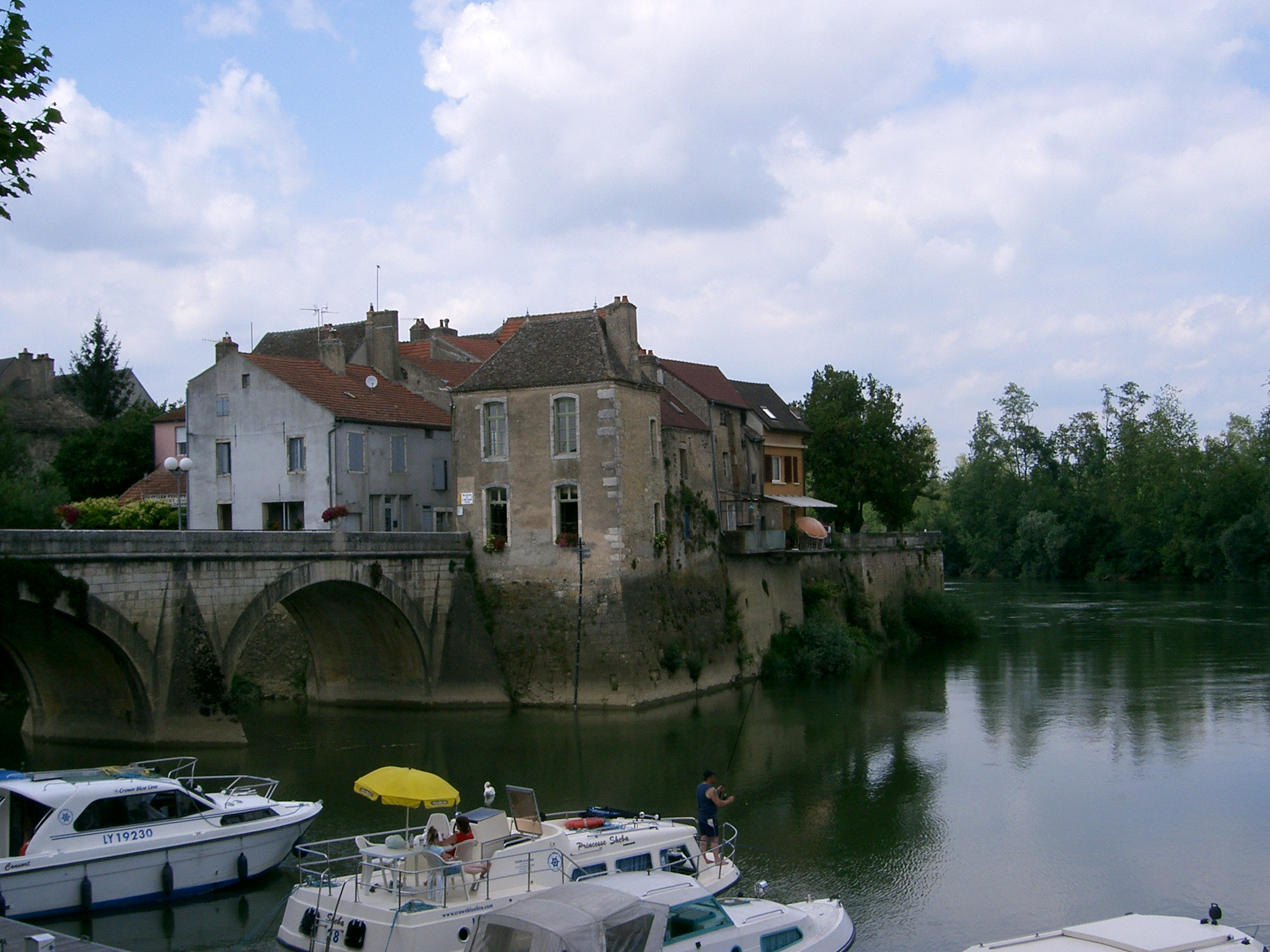
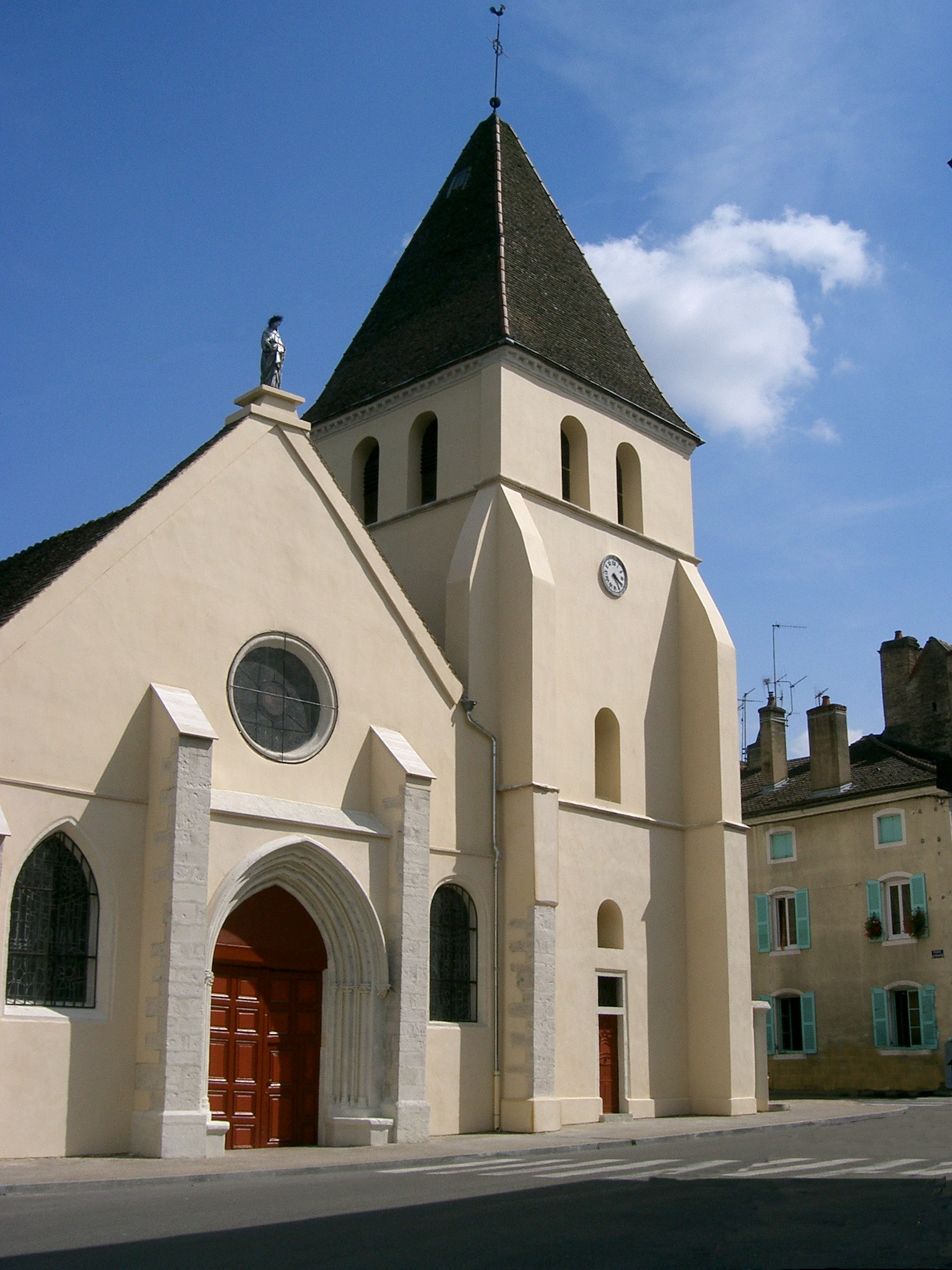
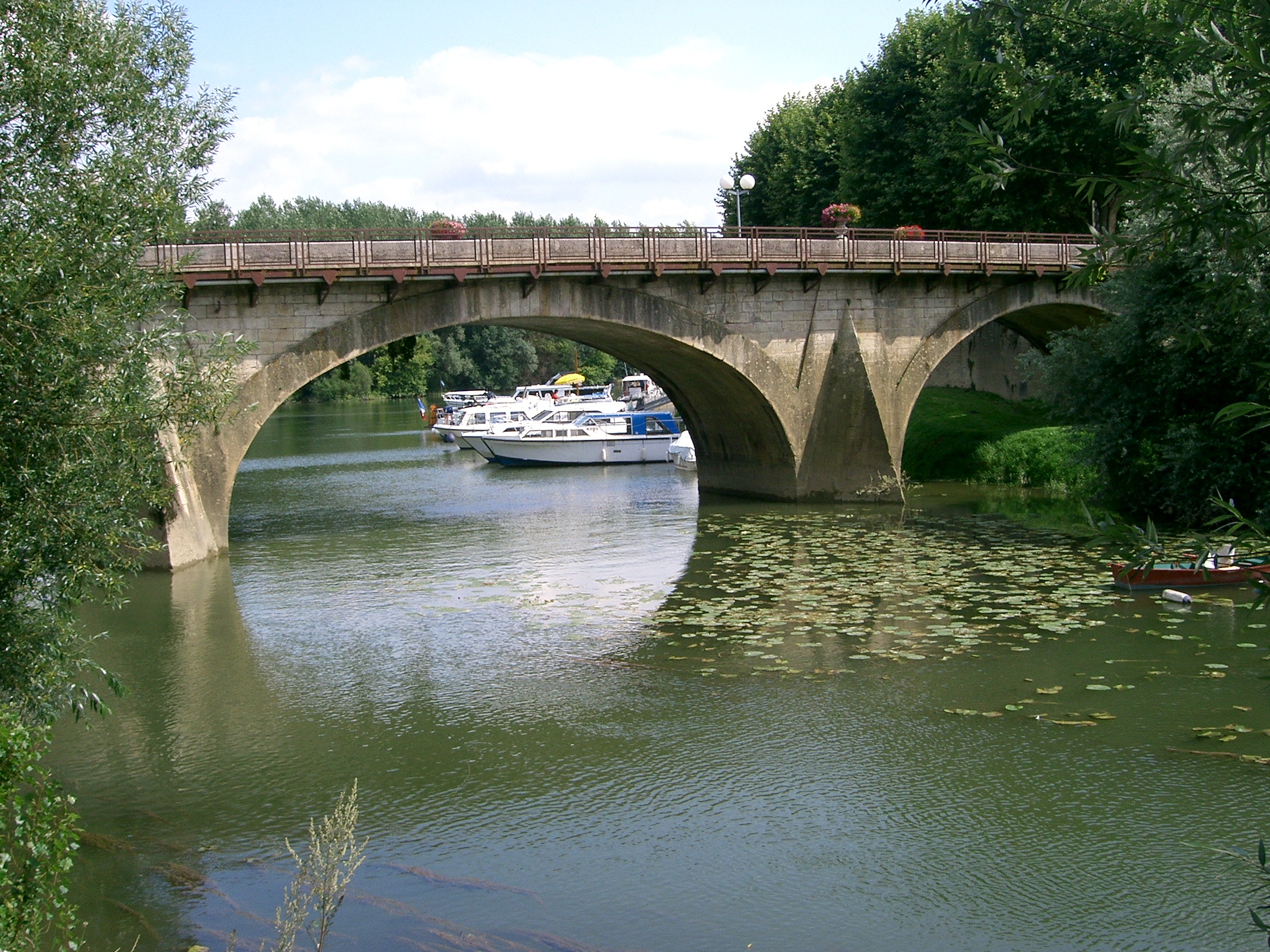
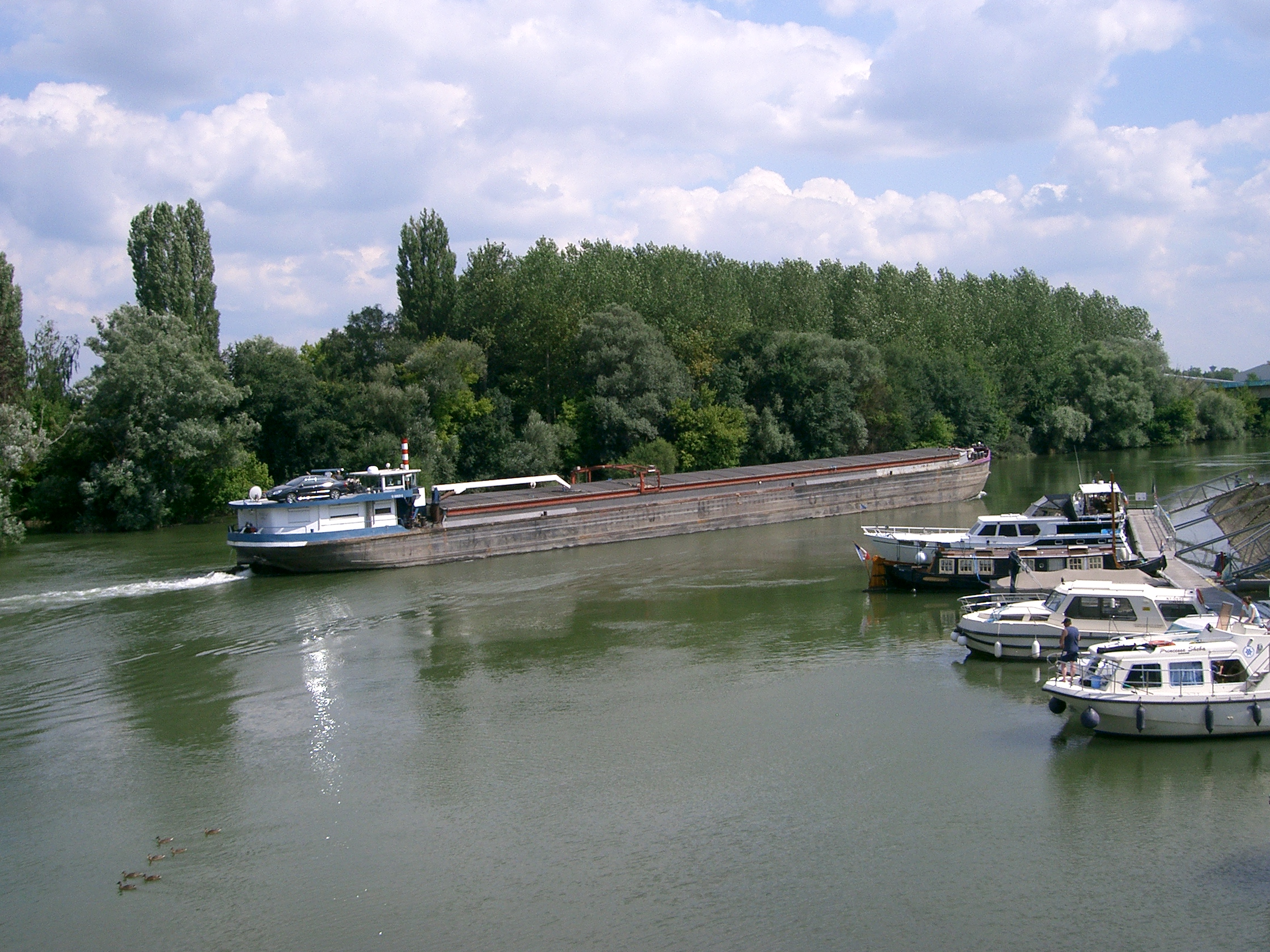